# Molybdän(VI)-oxidtetrachlorid
Molybdän(VI)-oxidtetrachlorid ist eine anorganische chemische Verbindung des Molybdäns aus der Gruppe der Oxidchloride.

## Gewinnung und Darstellung
Molybdän(VI)-oxidtetrachlorid kann durch Reaktion von Molybdän(VI)-oxid mit Thionylchlorid gewonnen werden.
{\displaystyle \mathrm {MoO_{3}+2\ SOCl_{2}\longrightarrow MoOCl_{4}+2\ SO_{2}} }
Eine alternative Darstellung verläuft über die Umsetzung von geschmolzenem Molybdän(V)-chlorid mit Sauerstoff bei 215 bis 220 °C:
{\displaystyle {\ce {2 MoCl5 + 2 O2 ->[T][]2 MoOCl4 + O2 + Cl2}}}

## Eigenschaften
Molybdän(VI)-oxidtetrachlorid ist ein dunkelgrüner, diamagnetischer, äußerst feuchtigkeits- und lichtempfindlicher Feststoff. Er reagiert mit Chlorbenzol zu Molybdän(V)-oxidtrichlorid. Unter Stickstoff verdampft er bei 102 °C zu einem braunen Dampf. Er hat eine tetragonale Kristallstruktur vom WOCl4-Typ.

## Verwendung
Molybdän(VI)-oxidtetrachlorid wird als Basis für Katalysatoren für die Polymerisation von substituierten Acetylenen verwendet.